# 上志津
上志津（かみしづ）は、千葉県佐倉市の大字。郵便番号285-0846。

## 地理
北は井野、上座、北東は南ユーカリが丘、東は下志津、中志津、南東は上志津原、南西は上志津原、西は西志津、北西は井野町に隣接している。
飛び地があり、西志津、上志津原、八千代市勝田、勝田台に隣接している。

## 世帯数と人口
2017年（平成29年）10月31日現在の世帯数と人口は以下の通りである。
| 大字   | 世帯数    | 人口     |
| ------ | --------- | -------- |
| 上志津 | 5,271世帯 | 11,888人 |

## 小・中学校の学区
市立小・中学校に通う場合、学区は以下の通りとなる。
| 番地 | 小学校                                                                                                 | 中学校                                                       |
| ---- | --- | ------------------------------------------------------------ |
| 一部 | 佐倉市立南志津小学校 佐倉市立西志津小学校 佐倉市立下志津小学校 佐倉市立上志津小学校 佐倉市立井野小学校 | 佐倉市立上志津中学校 佐倉市立西志津中学校 佐倉市立志津中学校 |

## 施設
- 佐倉市立上志津小学校
- 佐倉市立上志津中学校
- 佐倉市役所志津出張所
- 佐倉志津郵便局
- 緑ケ丘会館
- 上志津会館
- 上志津一区集会所
- マイタウン志津自治会
- 八幡神社
- 鷲宮神社
- 西福寺
- 天御中主神社
- 稲荷神社
- 深作街区公園
- のびのび公園
- 往来向公園
- 志津自然園
- 上志津自然園公園
- 房向台街区公園
- 房向台東公園
- 房向台西公園
- 房向台南公園
- 赤弥陀公園
- 入ノ郷公園
- 上志津つつじ広場

## 交通

### 鉄道
- 京成本線
  - 志津駅

### 道路
- 国道
  - 国道296号
- 都道府県道
  - 千葉県道165号横田停車場上泉線